# بهرامري
بهرامري (بالسنسكريتية: भ्रामरी)‏، و(بالإنجليزية: Bhramari)‏، هي إلهة النحل الهندوسية. إنها تجسيد للإلهة آدي شاكتي في الشاكتية، وتعتبر في المقام الأول شكلاً من أشكال بارفاتي. واسم بهرامري يعني "إلهة النحل"، أو "إلهة النحل الأسود".